# A Passport to Hell
Pour plus de détails, voir Fiche technique et Distribution.
A Passport to Hell est un film américain réalisé par Frank Lloyd, sorti en 1932.

## Synopsis
Une belle femme anglaise, dont la réputation est notoire, est expulsée de l’Afrique occidentale britannique vers l’Afrique de l’Ouest allemande, juste avant le début de la Première Guerre mondiale. Afin d'éviter l'internement, elle épouse un fonctionnaire colonial allemand mais lorsque le père d’Erich découvre son passé, il la déporte. Avant de partir, un espion anglais s’approche d’elle pour l’aider à s’échapper avec une carte militaire vitale. Elle doit alors décider vers qui va son allégeance.

## Fiche technique
- Titre : A Passport to Hell
- Réalisation : Frank Lloyd
- Scénario : Leon Gordon et Bradley King
- Photographie : John F. Seitz
- Montage : Harold D. Schuster
- Pays d'origine : États-Unis
- Format : Noir et blanc - 1,37:1 - Mono
- Genre : drame
- Date de sortie : 1932

## Distribution
- Elissa Landi : Myra Carson
- Paul Lukas : Lieutenant Kurt Kurtoff
- Warner Oland : Baron von Sydow
- Alexander Kirkland : Lieutenant Erich von Sydow
- Donald Crisp : Sgt. Snyder
- Earle Foxe : Purser
- Yola d'Avril : Rosita
- Ivan F. Simpson : Simms
- Herman Bing (non crédité)
- Bert Sprotte (non crédité)